# Gle Baktuk
Gle Baktuk är en kulle i Indonesien.   Den ligger i provinsen Aceh, i den västra delen av landet, 1 800 km nordväst om huvudstaden Jakarta. Toppen på Gle Baktuk är 60 meter över havet, eller 53 meter över den omgivande terrängen. Bredden vid basen är 5,1 km.
Terrängen runt Gle Baktuk är platt. Havet är nära Gle Baktuk åt sydväst.